# Чумак Роман Юрійович
Роман Юрійович Чумак (нар. 1 жовтня 1982, Дніпропетровськ, УРСР) — український футболіст та футбольний тренер, воротар клубу МФК «Миколаїв».

## Кар'єра гравця
Народився 1 жовтня 1982 року в Дніпропетровську. Роман Чумак розпочав свій футбольний шлях в криворізькому «Кривбасі», потім — у дніпропетровському УФК. До Кривого Рогу його взяли як нападника, але згодом Роман перейшов на позицію воротаря. Першими професійними клубами молодого гравця були «Прикарпаття-2» та «Енергетик» (Бурштин), в складі яких Роман виступав у сезоні 1999/00 років, але за основний склад в цих клубах так і не зіграв жодного матчу.
З 2000 по 2004 роки захищав кольори «Гірника-спорту». Саме в цій команді й дебютував на професійному рівні. Сталося це 29 липня 2000 року на попередньому етапі Кубку другої ліги України, Роман вийшов на поле на 67-ій хвилині поєдинку замість Олександра Крикуна. В тому поєдинку комсомольський клуб поступився «Черкасам-2» з рахунком 1:2. В чемпіонатах України Роман Чумак дебютував 20 вересня 2000 року. Сталося це в домашньму матчі групи Б другої ліги чемпіонату України проти «Дніпра-3», в якому саме дніпропетровська команда святкувала перемогу з рахунком 3:0. Чумак в тому поєдинку вийшов у стартовому складі та відіграв увесь матч. Загалом за цас свого перебування в комсомольському клубі в чемпіонатах України відіграв 80 матчів, в яких пропустив 107 м'ячів. Ще 5 матчів (10 пропущених м'ячів) провів у кубку України.
В сезоні 2004/05 років продемонстрував рекордну для команди-аутсайдера «суху» серію в воротах «Гірника-Спорту». За порадою Дмитра Мануйленка та Євгена Сліпченка відправився на перегляд до «Нафком-Академії», справив на тренерський штаб броварської команди гарне враження, але «Нафком» та «Гірник-Спорт», якому належав контракт Романа, не домовилися про суму компенсації за перехід. Після цього з ініціативи тодішнього головного тренера полтавської «Ворскли» Володимира Мунтяна полтавчани викупили контракт Чумака. Орієнтовна сума трансферу склала 20 000 доларів. В полтавському клубі основним воротарем так і не став. Спочатку з Андрієм П'ятовим конкурував за місце другого воротаря «Ворскли», основним голкіпером на той час був Віталій Постранський. Тренувався разом з основною командою. Після нульової нічиї проти київського «Динамо» саме Андрій П'ятов став основним воротарем команди. Крім того в команді був також інший сильний воротар, Сергій Долганський. Також впевнену гру демонстрував молодий воротар дублюючого складу «Ворскли» Олег Чуваєв. За період свого перебування в клубі в чемпіонатах України так і не зіграв жодного поєдинку за головну команду «Ворскли». Натомість провів 3 поєдинки за полтавчан у кубку України. Для підтримки форми виступав у складі друголігового фарм-клубу полтавчан «Ворскли-2», в складі якої в сезоні 2004/05 років провів 12 матчів та пропустив 15 м'ячів. Виступав за «Ворсклу» в першості дублерів.
Така ситуація не влаштовувала Романа, тому в пошуках постійної ігрової практики під час літнього трансферного вікна 2008 року перейшов до кременчуцького «Кременю». До Кременчука спочатку перейшов на правах оренди, але згодом підписав повноцінний контракт. В команді його хотів бачити особисто тренер «Кременю» Андрій Недяк. «Кремінь» в той час виступав у другій лізі чемпіонату України. Проте саме в цьому клубі Роман знову став основним воротарем. З 2008 по 2009 роки в складі кременчуцького клубу в чемпіонатах України відіграв 49 матчів та пропустив 68 м'ячів. Також в сезоні 2009/10 років зіграв 1 матч (пропустив 2 м'ячі) у кубку України.
Вдала та впевнена гра Романа Чумака привернула до нього увагу ПФК «Олександрії», тому вже в лютому 2010 року Чумак залишив «Кремінь» та перебрався до клубу з першої ліги, ПФК «Олександрії». За олександрійців Роман дебютував 7 травня 2010 року у виїзному матчі 28-го туру першої ліги проти бурштинського «Енергетика», в якому саме бурштинська команда святкувала перемогу з рахунком 2:1. Роман в тому поєдинку вийшов у стартовому складі та відіграв усі 90 хвилин, але цей матч так і залишився єдиним у футболці ПФК. Після цього Володимир Шаран вже не бачив Романа в команді. Крім того в той час впевнену та надійну гру демонстрував основний воротар олександрійців, Юрій Паньків. Тому за три дні до поновлення чемпіонату Чумак повернувся до Кременчука та продовжив виступи в «Кремені».
У «Кремені» Роман знову став основним гравцем. Цього разу кольори кременчузької команди він захищав з 2010 по 2012 роки. У сезоні 2010/11 років у складі Кременю став бронзовим призером групи Б другої ліги чемпіонату України. У футболці кременчузької команди у чемпіонатах України зіграв 24 матчі, в яких пропустив 20 м'ячів. Ще 4 матчі (та 4 пропущені м'ячі) зіграв у кубку України. Сезон 2012/13 років провів у складі свердловського «Шахтаря», в якому був також основним голкіпером. У другій лізі за свердловську команду зіграв 22 матчі та пропустив 15 м'ячів.
А вже наступного сезону 2013/14 років перейшов до ФК «Карлівки». В команді також був основним воротарем, зіграв у цій команді в чемпіонаті України зіграв 17 матчів, пропустив 16 м'ячів. У кубку України провів 2 матчі, пропустив 4 м'ячі. Саме в «Карлівці» зіткнувся з фінансовими проблемами. Спочатку перестали платити преміальні, потім й заробітню плату. Певний час самостійно підтримував форму, на аматорському рівні грав у міні-футбол. В 31-річному віці завершував кар'єру гравця. Працював у лазні. В 2014 році знову почав займатися футболом, захищав кольори «Глобиного» з чемпіонату Полтавської області, в складі якого став бронзовим призером обласного чемпіонату.
Сезон 2015/16 років Роман Юрійович розпочав у складі МФК «Миколаєва». До команди його запросив головний тренер клубу Руслан Забранський. Одразу став основним воротарем команди. В сезоні 2015/16 років в першій лізі чемпіонату України відіграв 27 матчів, в яких пропустив 24 м'ячі. У кубку України за корабелів зіграв 4 матчі, в яких пропустив 8 м'ячів.
Після завершення спортивної кар'єри працював тренером воротарів в МФК «Миколаїв» та «Миколаїв-2».

## Досягнення

### Професіональні
- Друга ліга чемпіонату України (Група Б)
  -  Бронзовий призер (1): 2010/11

- Кубок України
  - 1/2 фіналу (1): 2016/17 (турнір продовжується)

### На аматорському рівні
- Чемпіонат Полтавської області
  -  Бронзовий призер (1): 2014

## Статистика виступів
Станом на 2 червня 2010 року
| Клуб                                 | Сезон   | Ліга | Ліга | Кубок | Кубок | Усього | Усього |
| Клуб                                 | Сезон   | Ігри | Голи | Ігри  | Голи  | Ігри   | Голи   |
| ------------------------------------ | ------- | ---- | ---- | ----- | ----- | ------ | ------ |
| Енергетик                            | 1999–00 | 0    | 0    | 0     | 0     | 0      | 0      |
| Енергетик                            | Загалом | 0    | 0    | 0     | 0     | 0      | 0      |
| Прикарпаття-2                        | 1999–00 | 0    | 0    | 0     | 0     | 0      | 0      |
| Прикарпаття-2                        | Загалом | 0    | 0    | 0     | 0     | 0      | 0      |
| Гірник-спорт                         | 2000–01 | 6    | 0    | 1     | 0     | 7      | 0      |
| Гірник-спорт                         | 2001–02 | 20   | 0    | 2     | 0     | 22     | 0      |
| Гірник-спорт                         | 2002–03 | 25   | 0    | 1     | 0     | 26     | 0      |
| Гірник-спорт                         | 2003–04 | 29   | 0    | 1     | 0     | 30     | 0      |
| Гірник-спорт                         | Загалом | 80   | 0    | 5     | 0     | 85     | 0      |
| Ворскла-2                            | 2004–05 | 12   | 0    | 0     | 0     | 12     | 0      |
| Ворскла-2                            | Total   | 12   | 0    | 0     | 0     | 12     | 0      |
| Ворскла                              | 2004–05 | 0    | 0    | 1     | 0     | 1      | 0      |
| Ворскла                              | 2005–06 | 0    | 0    | 0     | 0     | 0      | 0      |
| Ворскла                              | 2006–07 | 0    | 0    | 1     | 0     | 1      | 0      |
| Ворскла                              | 2007–08 | 0    | 0    | 1     | 0     | 1      | 0      |
| Ворскла                              | Загалом | 0    | 0    | 3     | 0     | 3      | 0      |
| Ворскла (резервні та молод. команди) | 2004–05 | 8    | 0    | 0     | 0     | 8      | 0      |
| Ворскла (резервні та молод. команди) | 2005–06 | 25   | 0    | 0     | 0     | 25     | 0      |
| Ворскла (резервні та молод. команди) | 2006–07 | 21   | 0    | 0     | 0     | 21     | 0      |
| Ворскла (резервні та молод. команди) | 2007–08 | 17   | 0    | 0     | 0     | 17     | 0      |
| Ворскла (резервні та молод. команди) | Загалом | 71   | 0    | 0     | 0     | 71     | 0      |
| Кремінь                              | 2007–08 | 14   | 0    | 0     | 0     | 14     | 0      |
| Кремінь                              | 2008–09 | 22   | 0    | 0     | 0     | 22     | 0      |
| Кремінь                              | 2009–10 | 13   | 0    | 1     | 0     | 14     | 0      |
| Кремінь                              | Загалом | 49   | 0    | 1     | 0     | 50     | 0      |
| Олександрія                          | 2009–10 | 1    | 0    | 0     | 0     | 1      | 0      |
| Загалом                              | 1       | 0    | 0    | 0     | 1     | 0      |        |
| Кар'єра                              | Усього  | 210  | 0    | 9     | 0     | 218    | 0      |